# Escoamento incompressível
Os escoamentos incompressíveis são aqueles que sofrem desprezivelmente a ação da compressão dos fluidos no escoamento.
Em geral, considera-se incompressível um escoamento ocorrido a uma velocidade de até 1/3 da velocidade do som neste fluido, ou seja Mach 0,3.
Para um fluido ideal ser incompressível ele deve ser isocórico, ou seja, o divergente da velocidade deve ser igual a zero.